# Lợi thế so sánh
Lợi thế so sánh hay Ưu thế so sánh là một nguyên tắc trong kinh tế học phát biểu rằng mỗi quốc gia sẽ được lợi khi nó chuyên môn hóa sản xuất và xuất khẩu những hàng hóa mà mình có thể sản xuất với chi phí tương đối thấp (hay tương đối có hiệu quả hơn các nước khác); ngược lại, mỗi quốc gia sẽ được lợi nếu nó nhập khẩu những hàng hóa mà mình có thể sản xuất với chi phí tương đối cao (hay tương đối không hiệu quả bằng các nước khác). Nguyên tắc lợi thế so sánh cho rằng một nước có thể thu được lợi từ thương mại bất kể nó tuyệt đối có hiệu quả hơn hay tuyệt đối không hiệu quả bằng các nước khác trong việc sản xuất mọi hàng hóa. Nguyên tắc lợi thế so sánh là khái niệm trọng yếu trong nghiên cứu thương mại quốc tế. Nhà kinh tế học được giải thưởng Nobel năm 1970 Paul Samuelson đã viết: "Mặc dù có những hạn chế, lý thuyết lợi thế so sánh vẫn là một trong những chân lý sâu sắc nhất của mọi môn kinh tế học. Các quốc gia không quan tâm đến lợi thế so sánh đều phải trả một cái giá rất đắt bằng mức sống và tăng trưởng kinh tế của chính mình."

## Phân tích của Ricardo về lợi thế so sánh
Năm 1817, nhà kinh tế học người Anh David Ricardo đã nghiên cứu và chỉ ra rằng chuyên môn hóa quốc tế sẽ có lợi cho tất cả các quốc gia và gọi kết quả này là quy luật lợi thế so sánh. Ông đã phân tích như sau:
| Sản phẩm           | Tại Anh (giờ công) | Tại Bồ Đào Nha (giờ công) |
| ------------------ | ------------------ | ------------------------- |
| 1 đơn vị lúa mỳ    | 10                 | 15                        |
| 1 đơn vị rượu vang | 15                 | 30                        |

Trong ví dụ này Anh có lợi thế tuyệt đối so với Bồ Đào Nha trong sản xuất cả lúa mỳ lẫn rượu vang: năng suất lao động của Anh gấp hai lần Bồ Đào Nha trong sản xuất rượu vang và gấp 1,5 lần trong sản xuất lúa mỳ. Theo suy nghĩ thông thường, trong trường hợp này Anh sẽ không nên nhập khẩu mặt hàng nào từ Bồ Đào Nha cả. Thế nhưng phân tích của Ricardo đã dẫn đến kết luận hoàn toàn khác:
- 1 đơn vị rượu vang tại Bồ Đào Nha sản xuất phải tốn chi phí tương đương với chi phí để sản xuất 2 đơn vị lúa mì (hay nói một cách khác, chi phí cơ hội để sản xuất 1 đơn vị rượu vang là 2 đơn vị lúa mì); trong khi đó, tại Anh để sản xuất 1 đơn vị rượu vang chỉ mất chi phí tương đương với chi phí để sản xuất 1,5 đơn vị lúa mì (hay chi phí cơ hội để sản xuất 1 đơn vị rượu vang là 1,5 đơn vị lúa mì). Vì thế ở Anh sản xuất rượu vang rẻ hơn tương đối so với ở Bồ Đào Nha.
- Tương tự như vậy, ở Bồ Đào Nha, sản xuất lúa mì rẻ hơn tương đối so với Anh (vì chi phí cơ hội chỉ có 0,5 đơn vị rượu vang trong khi ở Anh phải mất 2/3 đơn vị rượu vang). Hay nói một cách khác, Bồ Đào Nha có lợi thế so sánh về sản xuất lúa mì còn Anh có lợi thế so sánh về sản xuất rượu vang. Để thấy được cả hai nước sẽ cùng có lợi nếu chỉ tập trung vào sản xuất mặt hàng mà mình có lợi thế so sánh: Bồ Đào Nha chỉ sản xuất lúa mì còn Anh chỉ sản xuất rượu vang rồi trao đổi thương mại với nhau, Ricardo đã làm như sau:
- Ông giả định nguồn lực lao động của Bồ Đào Nha là 270 giờ công lao động, còn của Anh là 180 giờ công lao động.
- Nếu không có thương mại, cả hai nước sẽ sản xuất cả hai hàng hoá và theo chi phí tại Bảng 1 thì kết quả là số lượng sản phẩm được sản xuất ra như sau:

| Quốc gia   | Số đơn vị lúa mì | Số đơn vị rượu vang |
| ---------- | ---------------- | ------------------- |
| Bồ Đào Nha | 8                | 5                   |
| Anh        | 9                | 6                   |
| Tổng cộng  | 17               | 11                  |

- Nếu Bồ Đào Nha chỉ sản xuất rượu vang còn Anh chỉ sản xuất lúa mì rồi trao đổi thương mại với nhau thì số lượng sản phẩm được sản xuất ra sẽ là:

| Đất nước   | Số đơn vị lúa mì | Số đơn vị rượu vang |
| ---------- | ---------------- | ------------------- |
| Bồ Đào Nha | 18               | 0                   |
| Anh        | 0                | 12                  |
| Tổng cộng  | 18               | 12                  |

Rõ ràng sau khi có thương mại và mỗi nước chỉ tập trung vào sản xuất hàng hoá mà mình có lợi thế so sánh, tổng số lượng sản phẩm của lúa mì và rượu vang của cả hai nước đều tăng hơn so với trước khi có thương mại (là lúc hai nước cùng phải phân bổ nguồn lực khan hiếm của mình để sản xuất cả hai loại sản phẩm). Lưu ý rằng phân tích của Ricardo kèm theo những giả định sau:
- Không có chi phí vận chuyển hàng hoá.
- Chi phí sản xuất cố định không thay đổi theo quy mô.
- Chỉ có hai nước sản xuất hai loại sản phẩm.
- Những hàng hoá trao đổi giống hệt nhau.
- Các nhân tố sản xuất chuyển dịch một cách hoàn hảo.
- Không có thuế quan và rào cản thương mại.
- Thông tin hoàn hảo dẫn đến cả người bán và người mua đều biết nơi có hàng hoá rẻ nhất trên thị trường quốc tế.

## Mở rộng phân tích lợi thế so sánh cho nhiều hàng hóa và nhiều quốc gia
- Trường hợp có nhiều hàng hoá với chi phí không đổi và có hai quốc gia thì lợi thế so sánh của từng hàng hoá sẽ được sắp xếp theo thứ tự ưu tiên từ hàng hoá có lợi thế so sánh cao nhất đến hàng hoá có lợi thế so sánh thấp nhất và mỗi nước sẽ tập trung vào sản xuất những mặt hàng có lợi thế so sánh từ cao nhất đến cao ở mức cân bằng. Ranh giới mặt hàng nào là có lợi thế so sánh cao ở mức cân bằng sẽ do cung cầu trên thị trường quốc tế quyết định.
- Trường hợp có nhiều nước thì có thể gộp chung tất cả các nước khác thành một nước gọi là phần còn lại của thế giới và những phân tích trên vẫn giữ nguyên tính đúng đắn của nó. Lợi thế so sánh không những áp dụng trong trường hợp thương mại quốc tế mà còn có thể áp dụng cho các vùng trong một quốc gia một cách hoàn toàn tương tự.

## Hạn chế của nguyên tắc lợi thế so sánh
Hạn chế của nguyên tắc lợi thế so sánh nằm trong các giả định của nó, ví dụ giả định rằng các nhân tố sản xuất có thể dịch chuyển hoàn hảo sẽ nảy sinh hạn chế nếu trên thực tế không được như vậy. Những người sản xuất rượu vang của Anh có thể không dễ dàng tìm được việc làm (chuyển sang sản xuất lúa mỳ) khi nước Anh không sản xuất rượu vang nữa và sẽ thất nghiệp. Nền kinh tế sẽ không toàn dụng nhân công làm cho sản lượng giảm sút. Chính vì thế mặc dù nguyên tắc lợi thế so sánh có thể được tổng quát hoá cho bất kỳ quốc gia nào, với nhiều loại hàng hoá, nhiều loại đầu vào, tỷ lệ các nhân tố sản xuất thay đổi, lợi suất giảm dần khi quy mô tăng... và là nền tảng của thương mại tự do nhưng những hạn chế như ví dụ vừa nêu lại là lập luận để bảo vệ thuế quan cũng như các rào cản thương mại.

## Lợi thế so sánh về giá yếu tố đầu vào
Toàn bộ phân tích của Ricardo về lợi thế so sánh thực chất dựa trên sự khác nhau giữa các nước trong công nghệ sản xuất dẫn đến năng suất vật chất và đòi hỏi lao động đơn vị khác nhau. Xét trên góc độ giá yếu tố đầu vào cũng dẫn đến lợi thế so sánh với nền tảng công nghệ như nhau:
- Các nước phát triển có cung yếu tố đầu vào về tư bản nhiều hơn các nước đang phát triển dẫn đến số lượng tư bản trên mỗi nhân công lớn hơn. Ngược lại số nhân công trên một đơn vị tư bản của các nước đang phát triển lại lớn hơn các nước phát triển. Như vậy giá thuê tư bản ở các nước phát triển rẻ hơn tương đối so với giá thuê nhân công; ngược lại ở các nước đang phát triển giá thuê nhân công lại rẻ hơn tương đối so với giá thuê tư bản. Nói một cách khác, các nước phát triển có lợi thế so sánh về giá thuê tư bản còn các nước đang phát triển có lợi thế so sánh về giá thuê nhân công.
- Quốc gia nào sản xuất hàng hóa có hàm lượng nhân tố đầu vào mà mình có lợi thế so sánh cao một cách tương đối thì sẽ sản xuất được hàng hóa rẻ hơn tương đối và sẽ có lợi thế so sánh về những hàng hóa này.

Điều này lý giải vì sao Việt Nam lại xuất khẩu nhiều sản phẩm thô (dầu thô, than đá...) hoặc hàng hóa có hàm lượng nhân công cao như dệt may, giày dép... còn nhập khẩu máy móc, thiết bị từ các nước phát triển.